# SH851i
FOMA SH851i（フォーマ・エスエイチ はち ご いち）は、シャープが開発したNTTドコモの第三世代携帯電話 (FOMA) 端末製品である。

## 概要
DOLCE（読み方は「ドルチェ」）シリーズの第一弾として、販売された。液晶には2.4インチのVeilViewモバイルASV液晶を搭載。iアプリ、キャラ電には非対応。movaで発売されていたコンセプトケータイがFOMAにこのモデルから登場した。FOMAらくらくホンのコンセプトを受け継ぎながら、高級志向、大人向けの携帯とされている。
外部メモリーは256MBまで（ドコモ発表）のminiSDに対応。メインカメラ性能は、CCD123万画素。テレビカメラ用のサブカメラはCMOS11万画素。
1年後には、iアプリを使用したいと言う要望よりDOLCE SLが販売されている。

## 歴史
- 2005年5月16日 - 電気通信端末機器審査協会(JATE)通過。
- 2005年5月24日 - 技術基準適合証明(TELEC)通過。
- 2005年8月2日 - NTTドコモから報道発表。
- 2005年8月5日 - 発売開始。

## 不具合
- 2006年7月24日:文章入力中に特定の文字列を入力するとフリーズや再起動が起こる不具合の発生が発表され、預かり修理による対応が行われるに到った[1][2]。搭載されている日本語入力システムのケータイShoinに起因する。